# آبشار ورینگفوسن
آبشار ورینگفوسن (به انگلیسی: Vøringfossen) آبشاری است که در نروژ واقع شده و ارتفاع کلی ریزشگاه آن ۱۸۳ متر (۶۰۰ فوت) است.